# Tetsu Yamato
Tetsu Yamato (大和 哲 Yamato Tetsu?), född 30 maj 1978 i Osaka prefektur, är en japansk före detta fotbollsspelare.
Yamato började sin karriär 1997 i Cerezo Osaka. Han avslutade karriären 1999.